# 劉紹玄
劉紹玄（1442年—？），字顯之，湖廣武昌府通城縣人，軍籍，明朝政治人物。

## 生平
湖廣鄉試第十一名舉人。成化十七年（1481年）中式辛丑科二甲第十七名進士。

## 家族
曾祖劉明德；祖父劉用；父劉昌，母丁氏。